# Montovjerna
Montovjerna je gradski kotar grada Dubrovnika.

## Općenito
Montovjerna obuhvaća središnji dio grada. Graniči s gradskim kotarevima Lapadom, Gružom i Pile-Konalom. Na njoj se nalaze hoteli Rixos i Lero i plaža Bellevue, Športska dvorana Gospino polje, Ekonomska i trgovačka škola Dubrovnik, mnoštvo stambenih kuća, zgrada i prodavaonica te četiri igrališta. Na Montovjerni djeluje istoimeno amatersko športsko društvo. Momčad Montovjerne tri je puta osvajala Divlju ligu, godina 2003., 2005. i 2012.

## Zemljopisni položaj
Montovjerna se nalazi na poluotoku Lapadu, oko je 1 km jugozapadno od starog Grada, između dubrovačkog predjela Boninova na istoku, gruškog zaljeva na sjeveru te gradskog kotara Lapada na zapadu.

## Povijest
Ime Montovjerna se prvi put spominje 1311. kao Monti Berto od Mons Bertus. U oporukama iz 1326. i 1363. spominje se i Crkva sv. Dujma koju su izgradile izbjeglice iz stare Salone. Uz crkvu su se nalazili i grobovi. Stradala je u potresu 1667. godine. Bogoslužni predmeti i misal Messale di Santo Domino pohranjeni su u Crkvi Gospe od Milosrđa.

## Vanjske poveznice
- Amatersko športsko društvo Montovjerna  Arhivirana inačica izvorne stranice od 6. kolovoza 2013. (Wayback Machine)